# Торси-э-Пулиньи
Торси́-э-Пулиньи́ (фр. Torcy-et-Pouligny) — коммуна во Франции, находится в регионе Бургундия. Департамент коммуны — Кот-д’Ор. Входит в состав кантона Семюр-ан-Осуа. Округ коммуны — Монбар.
Код INSEE коммуны — 21640.

## Население
Население коммуны на 2010 год составляло 162 человека.
| 1962 | 1968 | 1975 | 1982 | 1990 | 1999 | 2010 |
| ---- | ---- | ---- | ---- | ---- | ---- | ---- |
| 184  | 193  | 161  | 161  | 190  | 175  | 162  |

## Экономика
В 2010 году среди 101 лица трудоспособного возраста (15—64 лет) 80 были экономически активными, 21 — неактивными (показатель активности — 79,2 %, в 1999 году было 68,3 %). Из 80 активных жителей работали 77 человек (40 мужчин и 37 женщин), безработных было 3 (2 мужчин и 1 женщина). Среди 21 неактивных 3 человека были учениками или студентами, 12 — пенсионерами, 6 были неактивными по другим причинам.